# 岑凱倫
岑凱倫，是香港1970-90年代小說家，與亦舒、嚴沁同為當時香港言情小說的代表性作家。其作品主要由環球出版社出版；但有段時間她的作品曾被數位化及放在互聯網上廣泛流傳（既有文字檔，也有掃描檔）。由於岑凱倫一直保持低調，又少與文壇其他人來往，所以她的身份一直為文學界爭論的焦點。

## 岑凱倫身份
有關岑凱倫的身份，已故香港作家羅孚曾經在1993年指稱其為1950年代頗受歡迎的女作家鄭慧。不過同年的8月14日，羅孚已在《明報》發表文章聲明岑凱倫與鄭慧是不同人，他是受人誤導所致。學者黃仲鳴亦認為岑凱倫是鄭慧的後輩，因為兩人寫作於不同年代，而且黃仲鳴由出版公司知道鄭慧和岑凱倫是兩個不同的作者，確認此說乃憑猜測。
有部分網站胡亂指稱岑凱倫原名「張慧」，此説純屬虛構。

## 作品
岑凱倫的代表作如下：
- 《影子山莊》
- 《織千個夢》
- 《八月櫻桃》
- 《白馬王子》
- 《白雪公主》
- 《彩虹公主》
- 《夜風中》
- 《金冠天使》
- 《洋洋的佳期》
- 《幸福花》
- 《永恒的琥珀》
- 《幸運兒》
- 《美麗女波士》
- 《名公子》
- 《燭光、秋夜、紫羅蘭》
- 《澄莊》
- 《天鵝姑娘》
- 《愛的彩衣》
- 《青春十八》
- 《海邊·夕陽》
- 《天倫樂》
- 《雙面娃娃》
- 《祝福他》
- 《幸運指環》